# Joaquim Arcoverde de Albuquerque Cavalcanti
Joaquim Arcoverde de Albuquerque Cavalcanti, brazilski rimskokatoliški duhovnik, škof in kardinal, * 17. januar 1850, Cimbres, † 18. april 1930.

## Življenjepis
4. aprila 1874 je prejel duhovniško posvečenje.
26. junija 1890 je bil imenovan za škofa Goiása in 26. oktobra istega leta je prejel škofovsko posvečenje.
26. avgusta 1892 je postal škof pomočnik škofa São Paula in naslovni škof Argosa. 19. avgusta 1892 je nasledil škofovski položaj in 30. septembra istega leta je bil ustoličen.
24. avgusta 1897 je bil imenovan za nadškofa São Sebastião do Rio de Janeira in 31. avgusta istega leta je bil ustoličen.
11. decembra 1905 je bil povzdignjen v kardinala in imenovan za kardinal-duhovnika Ss. Bonifacio ed Alessio.